# Empresa de Transporte Coletivo de Diadema
Empresa de Transporte Coletivo de Diadema (ETCD) foi uma empresa pública de transportes que operava na cidade de Diadema, no Estado de São Paulo, Brasil, criada em 1986, na gestão petista do então prefeito Gilson Menezes. Na época, a administração pública queria ter uma maior intervenção no transporte público da cidade. A ETCD já foi matéria de telejornal por estar usando seus próprios poluentes para recapear e recuperar pneus, sendo uma das primeiras empresas públicas de transportes a realizar este feito. Com dívida estimada em R$ 110 milhões inviabilizaram a empresa de fazer investimentos na expansão e melhoria na qualidade do serviço. No final de 2011, a prefeitura concedeu 40% das linhas municipais, pertencentes à ETCD para uma empresa privada e em dezembro de 2013, a câmara municipal aprovou a lei para empresa ser definidamente extinta.

## Antigos Itinerários
| Linha | Letreiro / Ida                       | Letreiro / Volta                 |
| ----- | ------------------------------------ | -------------------------------- |
| 10EP  | Jardim Sapopema                      | Terminal Piraporinha             |
| 11EP  | Vila Paulina                         | Terminal Piraporinha             |
| 11P   | Vila São José                        | Terminal Piraporinha             |
| 13EP  | Terminal Eldorado                    | Terminal Piraporinha             |
| 13P   | Jardim Maria Helena                  | Terminal Piraporinha (Circular)  |
| 14P   | Jardim Gazuza                        | Terminal Piraporinha (Circular)  |
| 16P   | Jardim Arco-Íris                     | Terminal Piraporinha (Circular)  |
| 20DP  | Terminal Diadema                     | Terminal Piraporinha             |
| 21DP  | Terminal Diadema                     | Terminal Piraporinha             |
| 22DP  | Terminal Diadema                     | Terminal Piraporinha             |
| 23DP  | Terminal Diadema                     | Terminal Piraporinha             |
| 24DP  | Terminal Diadema                     | Terminal Piraporinha             |
| 25DP  | Terminal Diadema                     | Terminal Piraporinha             |
| 26DP  | Terminal Diadema                     | Terminal Piraporinha             |
| 30ED  | Terminal Eldorado                    | Terminal Diadema                 |
| 31D   | Terminal Diadema                     | Vila Paulina                     |
| 32D   | Terminal Eldorado (Via Jd. Sapopema) | Terminal Diadema                 |
| 33ED  | Terminal Eldorado                    | Terminal Diadema                 |
| 34ED  | Terminal Eldorado                    | Terminal Diadema                 |
| 35D   | Terminal Diadema                     | Jardim Luso                      |
| 36D   | Terminal Diadema                     | Vila São José/Via Extra Anchieta |
| 38D   | Terminal Diadema                     | Jardim Paineiras (Circular)      |
| 39DP  | Terminal Diadema                     | Terminal Piraporinha             |

### Privatização
Em 26 de novembro de 2011, a empresa Transportadora Turística Benfica, com sede em São Caetano do Sul, assumiu as operações que pertenciam a ETCD, após vencer licitação para a privatização da mesma, o que corresponde a 40% das linhas.
Em outra negociação separada, a Mobibrasil assumiu os 60% restantes das linhas e criou outras, tais como 09D.
Com isso, Diadema passou a ter 100% da frota zero quilômetro e acessível, algo até então inédito.